# Люцерн (футбольный клуб)
«Люцерн» (нем. FC Luzern) — швейцарский футбольный клуб из одноимённого города. Основан в 1901 году. В домашних матчах выступает в бело-синей форме. Цвета клуба совпадают с цветами герба города и кантона Люцерн.
С 1934 по 2009 год «Люцерн» играл домашние матчи на стадионе «Элльменд», который вмещал 25 000 человек. Однако из соображений безопасности Швейцарская футбольная ассоциация не разрешала продавать на проходившие на этом стадионе матчи более 13 000 билетов. До окончания строительства нового стадиона «Свисспорарена» клуб проводил домашние матчи на стадионе «Герзаг» в Эммене.

## Достижения
- Чемпионат Швейцарии
  - Чемпион: 1988/89
  - Вице-чемпион (2): 1921/22, 2011/12
  - Бронзовый призёр (3): 1985/86, 2015/16, 2017/18
- Кубок Швейцарии
  - Обладатель (3): 1959/60, 1991/92, 2020/21
  - Финалист (4): 1996/97, 2004/05, 2006/07, 2011/12
- Суперкубок Швейцарии
  - Финалист: 1989
- Кубок Интертото
  - Победитель: 1989